# (208425) Zehavi
(208425) Zehavi est un astéroïde de la ceinture principale.

## Description
(208425) Zehavi est un astéroïde de la ceinture principale. Il fut découvert le 18 septembre 2001 à l'observatoire d'Apache Point par le programme Sloan Digital Sky Survey. Il présente une orbite caractérisée par un demi-grand axe de 3,12 UA, une excentricité de 0,06 et une inclinaison de 12,0° par rapport à l'écliptique.

## Compléments